# Contea di Bottineau
La contea di Bottineau, in inglese Bottineau County, è una contea dello Stato del Dakota del Nord, negli Stati Uniti. La popolazione al censimento del 2000 era di 7 149 abitanti. Il capoluogo di contea è Bottineau.

## Geografia
La contea si trova nel nord dello Stato, al confine con il Canada. Il fiume Deep scorre verso sud nel centro della contea. si tratta di un territorio collinare.

### Contee e municipalità confinanti
- Divisione n. 1 (Saskatchewan, Canada) - nord
- Municipalità dei Due Confini (Manitoba, Canada) - nord
- Municipalità di Brenda-Waskada (Manitoba, Canada) - nord
- Municipalità di Deloraine-Winchester (Manitoba, Canada) - nord
- Municipalità di Boissevain-Morton (Manitoba, Canada) - nord
- Contea di Rolette - est
- Contea di Pierce - sud-est
- Contea di McHenry - sud
- Contea di Renville - ovest

## Storia
La contea deve il suo nome a Pierre Bottineau, guida Métis. La contea fu creata nel 1872 e organizzata nel 1884.

## Comuni

### Cities
- Antler
- Bottineau (capoluogo)
- Gardena
- Kramer
- Landa
- Lansford
- Maxbass
- Newburg
- Overly
- Souris
- Westhope
- Willow City